# پژو پارس
پژو پارس یا پژو پرشیا خودرویی از خودروساز ایرانی، ایران خودرو بود که بر اساس پژو ۴۰۶ طراحی شده است. این خودرو فیس‌لیفتی از پژو ۴۰۵ است.
پس از ۱۰ سال تولید پژو ۴۰۵ در ایران، این شرکت پژو پرشیا را به‌عنوان فیس‌لیفتی از محصول خود طراحی کرد که در طراحی آن رگه‌هایی از پژو ۶۰۵ و پژو ۴۰۶ به چشم می‌آمد. پژو پرشیا به زودی به دلیل مخالفت فرهنگستان زبان و ادب فارسی به پژو سفیر و در نهایت به پژو پارس تغییر نام داد. پژو پارس در انواع مختلفی ساخته شده است. مدل‌های ئی‌ال‌ایکس و ال‌ایکس از موتورهای قدرتمندتر ۱۶ سوپاپ پی‌اس‌ای و چند پیشرفت دیگر برخوردار هستند.
نداشتن ایمنی باعث شده است در سال‌های اخیر تولید آن به ایران محدود شود. یکی از مهم‌ترین نقص‌ها و خطرهایی که پژو پارس دارد و می‌تواند رانندگان را تحت خطر جانی قرار دهد، این است که در هنگام تصادف، میل فرمان و پدال‌ها به درون اتاق وارد می‌شوند که همه سرنشینان را با خطر جدی روبرو می‌سازد. همچنین بخش‌های بالایی بدنه نیز از استحکام و مقاومت برخوردار نیستند و ممکن است در هنگام واژگونی به سرنشینان آسیب بزند. عدم انجام تست معتبر بر روی خودرو باعث شده است ایمنی احتمالی آن صفر ستاره از ۵ تخمین زده شود.

## تاریخچه
با گذشت حدود ۱۰ سال از تولید ۴۰۵ و در حالی که ایران خودرو درگیر طراحی سمند بود، شرکت پژو طرحی برگرفته از ۴۰۵ را به شرکت پیشنهاد می‌کند تا به جای سمند، اقدام به تولید آن کنند ابتدا مدیران ایران خودرو طرح مزبور را رد کرده، اما پس از مدتی تصمیم می‌گیرند تا قبل از سمند آن را روانهٔ بازار کنند. شرکت فرانسوی پیشنهاد تولید پژو ۴۰۶ را هم به طرف ایرانی داد، اما ایران خودرو این‌گونه پاسخ داد که ما طرحی خاص ایران می‌خواهیم.
این خودرو در بازار محدود ایران مشتریان قابل توجهی را به سمت خود کشید و ایران خودرو نیز انواع و اقسام موتورها از موتور پژو ۴۰۵ و پژو ۲۰۶ تیپ پنج گرفته تا موتور زانتیا را روی آن نصب کرد.
این خودرو در سایت‌های ایران خودرو در تهران، بینالود (ایران خودرو خراسان)، صحنه (ایران خودرو کرمانشاه)، شیراز (ایران خودرو فارس) و بابل (ایران خودرو مازندران) تولید شده است.

## طراحی

### نمای خارجی
پژو پارس از لحاظ فنی و ساختار پلتفرم، تفاوتی نسبت به مدل ۴۰۵ ندارد، اما نمای جلوی آن با الهام از پژو ۴۰۶ طراحی شده و طرح پشت این خودرو نیز به‌طور کل در قیاس با نسخه اولیه تغییر کرده است. تغییرات طراحی جلو نسبت به ۴۰۵ به تغییر درِ کاپوت، سپر و چراغ‌ها ختم می‌شود و در طراحی نمای عقب نیز طراحی فرم در صندوق، چراغ‌های عقب و سپر نسبت به ۴۰۵ دچار تغییر شده اند. در نمای جانبی خبری از خطوط منحنی خودروهای مدرن‌تر نیست و بدنه شکل مکعبی دارد و به خاطر فرم ستون‌ها، سوار شدن و پیاده‌شدن به آسانی صورت می‌پذیرد.
در به‌روزرسانی‌های پارس، طراحی بیرونی این خودرو نیز اندکی تغییر کرده است؛ به‌عنوان مثال از آیینه‌های جانبی با طرح جدید (راهنما دار) استفاده شده و به‌دنبال این تغییر، چند سال بعد چراغ‌های راهنما از روی گلگیرها حذف شدند. همچنین از سال ۱۴۰۲ چراغ روشنایی روز برای پژو پارس در نظر گرفته شده است.

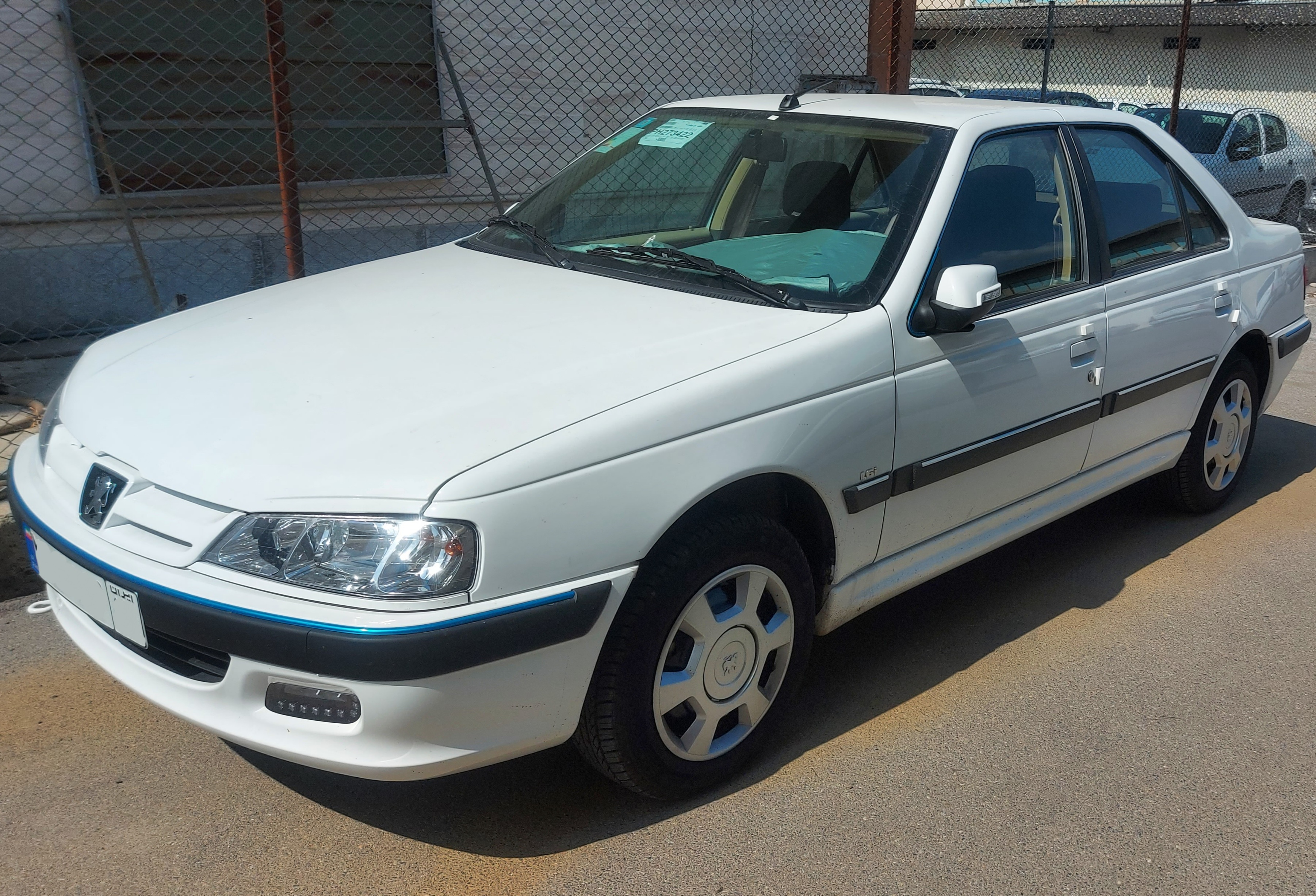
نمای جلو
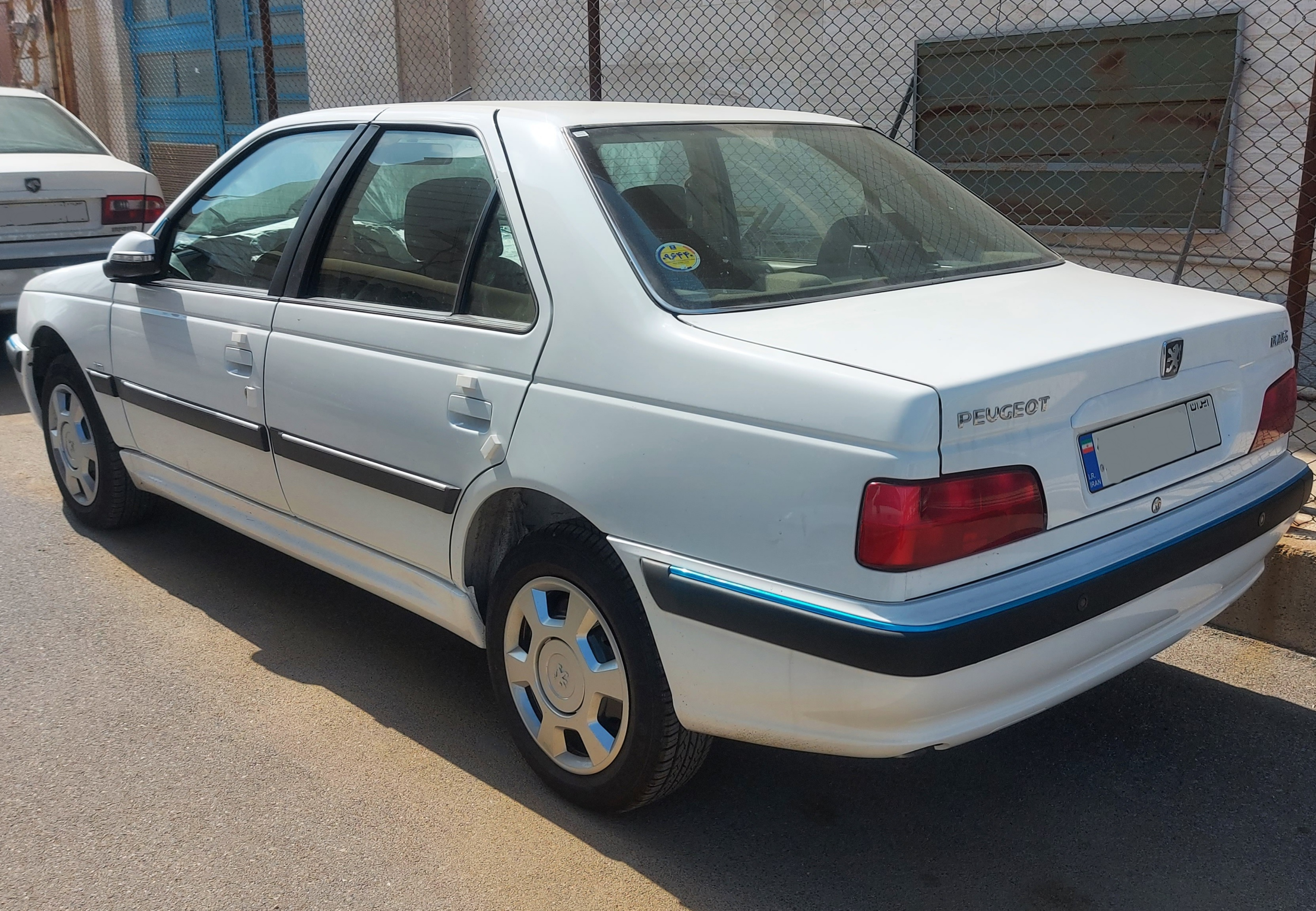
نمای عقب

### نمای داخلی
همانند طراحی بیرونی در بخش داخلی نیز طراحی کلی از ۴۰۵ به عاریت گرفته شده و به جز دو سه مورد از جمله طراحی غربیلک فرمان، رودری‌های همرنگ با پارچه صندلی‌ها، طرح چوبکاری و طراحی پشت آمپر، بقیه موارد بین دو خودرو یکسان است. چندی بعد تریم کرم رنگ نیز به کابین اضافه شد که باعث می‌شد فضای کابین بزرگ‌تر و دلبازتر به نظر بیاید. مدتی بعد تریم کرم برای پژو ۴۰۵ نیز عرضه شد.
از سال ۱۳۹۲ و به‌علت نبود فضای کافی در داشبورد قدیمی برای ایربگ شاگرد، طراحی جلو داشبورد پارس (و همچنین ۴۰۵) دستخوش تغییراتی قرار گرفت و پارس با نام داشبورد جدید به بازار عرضه شد که البته از نظر کیفیت متریال بکار رفته در کابین نسبت به نمونه‌های قدیمی افت کیفیت را شاهد بودیم و این موضوع به مرور محسوس‌تر نیز شده است. تفاوت‌های بین نمای داخلی دو خودرو در مدل‌های داشبورد جدید ملموس‌تر شد؛ پژو ۴۰۵ فقط با تریم تک‌رنگ کرم عرضه شد ولی پژو پارس با تریم دو رنگ کرم-مشکی و همچنین پلاستیک‌های طرح چوب در داخل نمای متفاوت‌تری را در مقایسه با ۴۰۵ ایجاد می‌کرد. مدتی بعد با تغییر غربیلک فرمان با نمونه مرسوم به اپتیمایی تفاوت بین دو خودرو بیشتر شد.

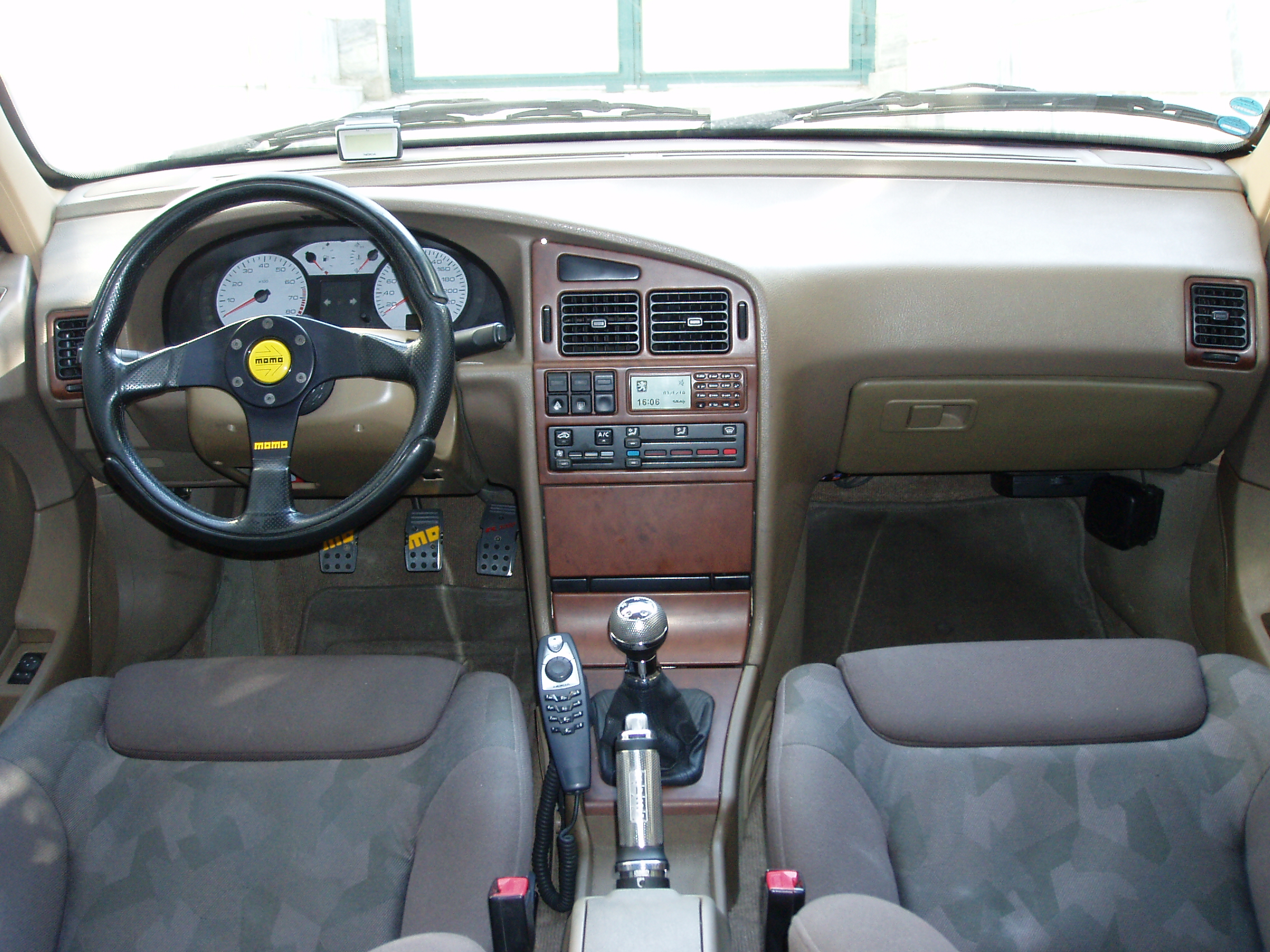
نمای داخلی قدیمی
نمای داخلی جدید (داشبورد سوناتایی)

### فیس‌لیفت
برای پژو پارس دو فیس‌لیفت طراحی شد که هیچ‌کدام از آنها روانه بازار نشدند.
اولین فیس‌لیفت پارس در اوایل دهه ۱۳۸۰ شمسی طراحی شد. ایران خودرو قسمت جلو را با چراغ‌های بزرگ‌تر و سپر و جلوپنجرهٔ جدید، بازطراحی کرده بود و روی جلوپنجره هم به‌جای لوگوی پژو، نشان ایران خودرو دیده می‌شد. در نمای عقب نیز طراحی سپر عقب و نیز چراغ‌های عقب با تاثیرپذیری از ب‌ام‌و سری ۷ نسل E65 دچار تغییر شده بود. این پروژه با نام پارسیان شناخته می‌شد. درنهایت اما شاید از ترس برهم خوردن طراحی هماهنگ و اصولی پارس و کاهش محبوبیت در بازار، این فیس‌لیفت تولید نشد و نسخهٔ جدید پارس در سال ۱۳۸۸ صرفاً با طراحی جدید رودری‌ها و فرمان (برای جانمایی کیسه‌هوای راننده) و بدون تغییری در بیرون به بازار آمد.
در اواخر تیر ۱۴۰۲ تصاویری در فضای مجازی از فیس‌لیفت ایران خودرو برروی پژو پارس به‌منظور رعایت استاندارد برخورد با عابر پیاده منتشر شد. در این فیس‌لیفت چراغ و سپر جلو به شکل وانت آریسان درآمده و زه‌های مشکی روی سپر و درها حذف شده است. این فیس‌لیفت با بازخورد منفی روبرو شد و برخی آن را به پیکان سپر جوشن تشبیه کردند. به گفته ایران خودرو، این فیس‌لیفت نیز قرار نیست تولید شود.

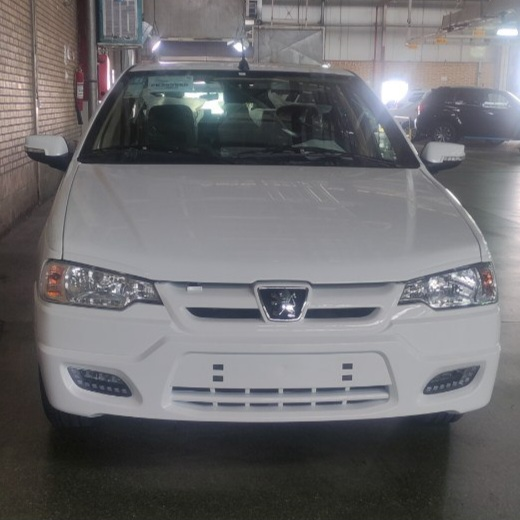
فیس‌لیفت لغو شده پژو پارس (۱۴۰۲)
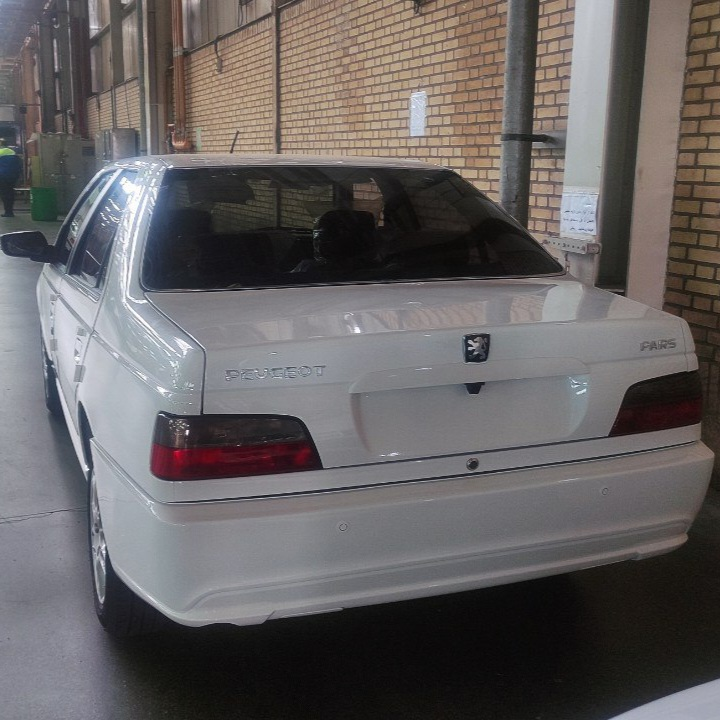
نمای عقب

## ویژگی‌های فنی

### موتور

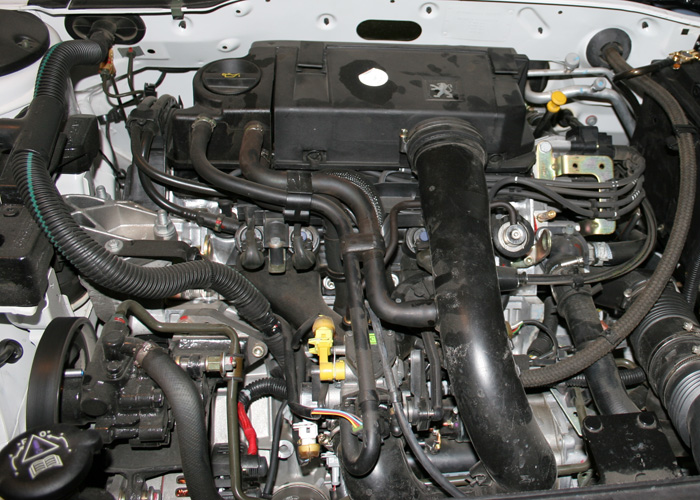
پیشرانهٔ (ال۳) پژو پارس معمولی مدل ۱۳۸۴

پیشرانهٔ موتور پژو پارس معمولی همان XU7JP پژو-سیتروئن است که در اروپا LFZ و در ایران ال۳ (به انگلیسی: L3) خوانده می‌شود. ال۳ یک پیشرانهٔ ۴ سیلندر خطی به حجم ۱٫۸ لیتر با تنفس طبیعی (به انگلیسی: naturally-aspirated (به اختصار N/A)) و سوخت رسانی تزریقی (به انگلیسی: fuel injection) است که دارای میل سوپاپ تکی از بالا (به انگلیسی: SOHC) و ۸ سوپاپ و حداکثر توان ۹۶ اسب بخار در ۵۵۰۰ دور در دقیقه و حداکثر گشتاور ۱۵۳ نیوتن/متر در ۳۰۵۰ دور در دقیقه است. این پیشرانه توسط یک رایانهٔ ساژم مدل اس‌ال۹۶ (به انگلیسی: SAGEM SL96) (در مدل‌های قدیمی) کاربری و هدایت می‌شود. این پیشرانه پیش از پارس، توسط پژو-سیتروئن در پژو ۳۰۶ ۱٫۸آی ۸ سوپاپ، سیتروئن زانتیا ۱٫۸آی ۸ سوپاپ (که در ایران عرضه نشد) و سیتروئن سارا ۱٫۸آی ۸ سوپاپ بکار برده شده بود. این پیشرانه به همراه مبدل کاتالیزور اصلی دارای سطح استاندارد یورو۲ (به لاتین: Euro II) است. ایران خودرو این پیشرانه را ابتدا برای پارس عرضه نمود و کمی بعد از آن در سمند و پژو ۴۰۵ جی‌ال‌ایکس انژکتوری نیز استفاده کرد.
یکی از اصلی‌ترین مشکلات این پیشرانه به سوختن واشر سرسیلندر و همچنین مشکلات بخش خنک‌کاری مربوط می‌شود که در نهایت می‌تواند باعث تحمیل هزینه‌های سنگین به مالک از بابت تراشکاری سرسیلندر و حتی تعویض کامل آن شود. این موضوع به همراه استانداردهای آلایندگی جدیدتر باعث شدند ایران خودرو به فکر بازنگری در این پیشرانه سالخورده بیفتد. نتیجه این کار تولید نسخه جدیدی از موتور مورد بحث با نام XU7P است. مهندسان ایران خودرو تغییراتی را در بخش‌های منیفولد، سیم‌کشی، کامپیوتر مرکزی، دریچه گاز، واشر سرسیلندر، میل‌لنگ، پیستون، میل بادامک، رادیاتور اعمال کرده‌اند و نسبت تراکم موتور فوق را نیز به عدد ۱۰٫۵ رساندند تا هم موتور XU7P استانداردهای جدید را پاس کند و هم مشکلات پیشرانه قبلی را نداشته باشد. تفاوت موتور XU7 با XU7P علاوه بر این موارد در قدرت و گشتاور تولیدی نیز دیده می‌شود. علیرغم اعمال تغییرات یاد شده، قدرت پیشرانه XU7P در حقیقت کاهش یافته و به ۹۷ اسب بخار و ۱۴۶ نیوتون متر رسیده است. البته این امر به معنی مصرف سوخت کمتر نیز می‌باشد؛ هرچند اختلاف فاحشی بین دو موتور دیده نمی‌شود. همچنین وجود ۸ سوپاپ در موتور XU7P همچنان خبر از تکنولوژی قدیمی این موتور می‌دهد.

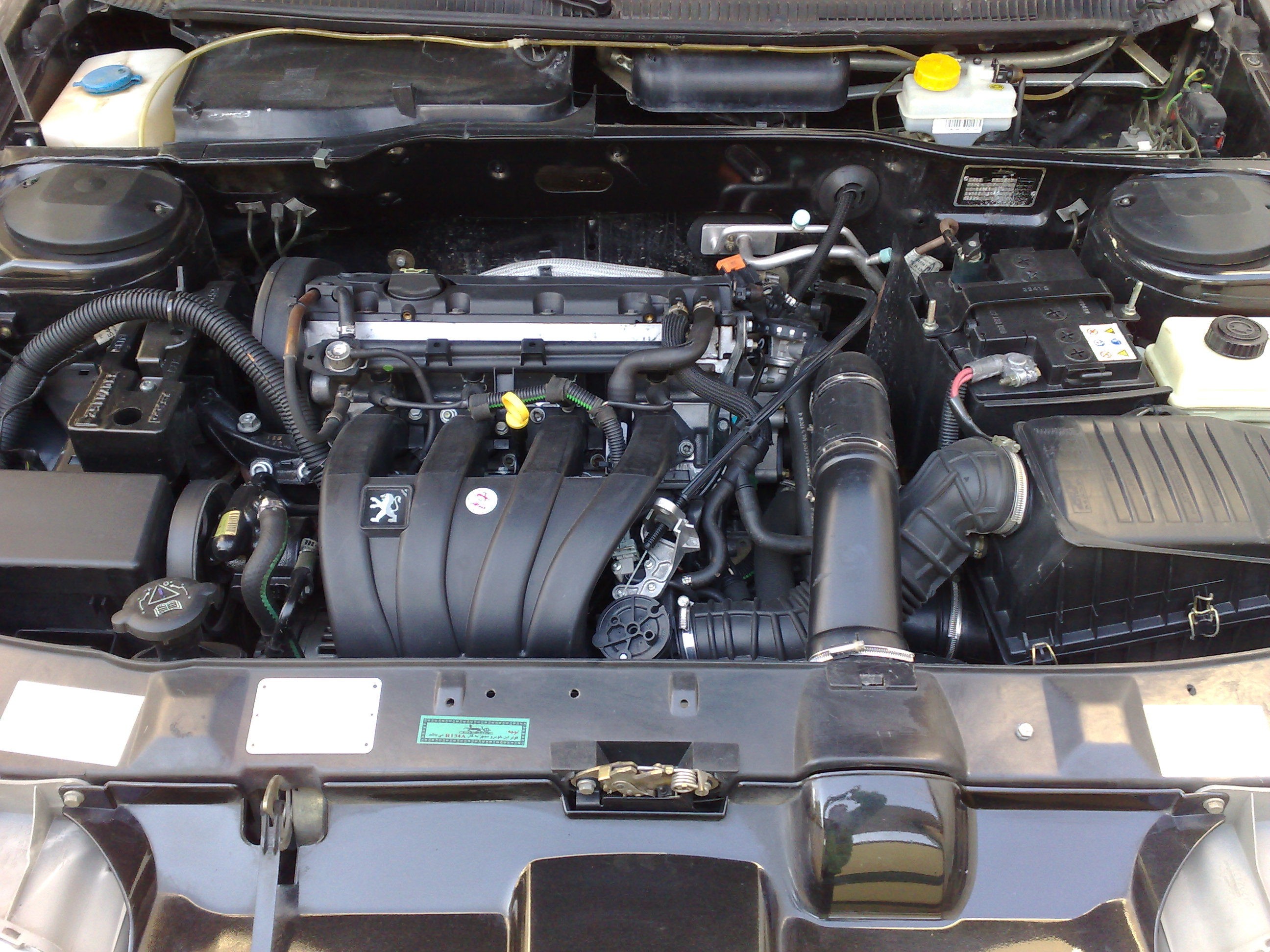
پیشرانهٔ ال‌اف‌وای پارس ئی‌ال‌ایکس مدل ۱۳۸۳

پیشرانهٔ عاریه‌ای مدل ئی‌ال‌ایکس همان XU7JP4 پژو-سیتروئن است که در اروپا LFY و در ایران ال۴ (به انگلیسی: L4) خوانده می‌شود. ال۴ یک پیشرانهٔ ۴ سیلندر خطی به حجم ۱٫۸ لیتر با تنفس طبیعی (به انگلیسی: naturally-aspirated (به اختصار N/A)) و سوخت‌رسانی تزریقی چند نقطه‌ای (به انگلیسی: multi-point fuel injection(به اختصار MPFI)) است که دارای میل سوپاپ دوتایی از بالا (به انگلیسی: DOHC) و ۱۶ سوپاپ با تنظیم خودکار هیدرولیکی و حداکثر توان ۱۱۰ اسب بخار در ۵۵۰۰ دور در دقیقه و حداکثر گشتاور ۱۵۵ نیوتن‌متر در ۴۲۵۰ دور در دقیقه است. این پیشرانه توسط یک رایانهٔ بُش از خانوادهٔ مُترُنیک به مدل ام‌پی ۷٫۳ (به انگلیسی: Bosch Motronic MP 7.3) کاربری و هدایت می‌شود. این پیشرانه پیش از ئی‌ال‌ایکس توسط پژو-سیتروئن در پژو ۴۰۶ ال‌ایکس ۱٫۸آی، سیتروئن زانتیا اس‌ایکس ۱٫۸آی ۱۶ سوپاپ (مشابه زانتیا ۱۸۰۰ ارائه شده توسط سایپا) و سیتروئن سارا وی‌تی‌اس ۱٫۸آی ۱۶ سوپاپ به‌کار برده شده بود. این پیشرانه به‌همراه مبدل کاتالیزوی اصلی دارای سطح استاندارد یورو۳ (به لاتین: Euro III) است.

#### فهرست موتورها بر پایه مدل
- پژو پارس ساده که به‌عنوان پژو پارس سال معروف است (با موتور XU7JP/L3)
- پژو پارس LX با موتور TU5
- پژو پارس ELX با موتور XU7P
- پژو پارس ELX با موتور TU5
- پژو پارس با دندهٔ اتوماتیک با موتور TU5
- پژو پارس دوگانه‌سوز با موتور XU7JP/L3
- پژو پارس ELX با موتور زانتیا (XU7JP4/L4)
- پژو پارس ELX با موتور XUM[۲۳]

| نام      | حجم موتور | نوع                      | قدرت                                                                       | گشتاور                                                 | حداکثر سرعت                            | شتاب ۰ تا ۱۰۰ | مصرف سوخت ترکیبی                                                                      | خودرو                                               |
| -------- | --------- | ------------------------ | -------------------------------------------------------------------------- | ------------------------------------------------------ | -------------------------------------- | ------------- | ------------------------------------------------------------------------------------- | --------------------------------------------------- |
| XU7JP/L3 | ۱۷۶۱ سی‌سی | ۴ سیلندر ۸ سوپاپ         | ۱۰۰ اسب بخار (۷۵ کیلووات؛ ۱۰۱ اسب بخار متری) در ۶۰۰۰ دور در دقیقه          | ۱۵۳ نیوتن متر (۱۱۳ پوند نیرو-فوت) در ۳۰۰۰ دور در دقیقه | ۱۹۰ کیلومتر بر ساعت (۱۱۸ مایل بر ساعت) | ۱۱ ثانیه      | ۹٫۱ لیتر بر ۱۰۰ کیلومتر (۳۱ مایل بر گالون بریتانیایی؛ ۲۶ مایل بر گالون آمریکایی)      | پژو پارس، پژو پارس دوگانه‌سوز                        |
| XU7JP/L4 | ۱۷۶۱ سی‌سی | ۴ سیلندر ۱۶ سوپاپ یورو ۳ | ۱۱۰ اسب بخار (۸۲ کیلووات؛ ۱۱۲ اسب بخار متری) اسب بخار در ۵۵۰۰ دور در دقیقه | ۱۵۵ نیوتن متر (۱۱۴ پوند نیرو-فوت) در ۴۲۵۰ دور در دقیقه | ۱۹۵ کیلومتر بر ساعت (۱۲۱ مایل بر ساعت) | ۹ ثانیه       | ۸٫۱ لیتر بر ۱۰۰ کیلومتر (۳۵ مایل بر گالون بریتانیایی؛ ۲۹ مایل بر گالون آمریکایی)      | پژو پارس ELX                                        |
| XU7P     | ۱۷۶۱ سی‌سی | ۴ سیلندر ۸ سوپاپ         | ۹۷ اسب بخار (۷۲ کیلووات؛ ۹۸ اسب بخار متری) در ۵۵۰۰ دور در دقیقه            | ۱۴۶ نیوتن متر (۱۰۸ پوند نیرو-فوت) در ۴۵۰۰ دور در دقیقه | ۱۸۵ کیلومتر بر ساعت (۱۱۵ مایل بر ساعت) | ۱۲ ثانیه      | ۷٫۰۶ لیتر بر ۱۰۰ کیلومتر (۴۰٫۰ مایل بر گالون بریتانیایی؛ ۳۳٫۳ مایل بر گالون آمریکایی) | پژو پارس، پژو پارس ELX سفارشی                       |
| XUM      | ۱۹۰۵ سی‌سی | ۴ سیلندر ۸ سوپاپ         | ۱۰۵ اسب بخار (۷۸ کیلووات؛ ۱۰۶ اسب بخار متری) در ۵۵۰۰ دور در دقیقه          | ۱۵۵ نیوتن متر (۱۱۴ پوند نیرو-فوت) در ۳۷۵۰ دور در دقیقه | ۱۹۰ کیلومتر بر ساعت (۱۱۸ مایل بر ساعت) | ۱۰/۹ ثانیه    | ۸٫۶ لیتر بر ۱۰۰ کیلومتر (۳۳ مایل بر گالون بریتانیایی؛ ۲۷ مایل بر گالون آمریکایی)      | پژو پارس ELX XUM                                    |
| TU5      | ۱۵۹۸ سی‌سی | ۴ سیلندر ۱۶ سوپاپ        | ۱۰۵ اسب بخار (۷۸ کیلووات؛ ۱۰۶ اسب بخار متری) در ۵۶۰۰ دور در دقیقه          | ۱۴۲ نیوتن متر (۱۰۵ پوند نیرو-فوت) در ۴۰۰۰ دور در دقیقه | ۱۹۰ کیلومتر بر ساعت (۱۱۸ مایل بر ساعت) | ۱۳/۲ ثانیه    | ۷٫۲۴ لیتر بر ۱۰۰ کیلومتر (۳۹٫۰ مایل بر گالون بریتانیایی؛ ۳۲٫۵ مایل بر گالون آمریکایی) | پژو پارس LX، پژو پارس اتوماتیک، پژو پارس ELX سفارشی |

## مدل‌ها

### پارس سال
پژو پارس معمولی اولین نسخه از پارس است که در اواخر سال ۱۳۷۸ به تولید رسید. در سال ۱۳۹۳ داشبورد این خودرو بروز شد و آینه بغل‌ها به چراغ راهنما مجهز شدند که با نام پارس سال عرضه شد. نسخه دوگانه‌سوز این خودرو در سال ۱۴۰۰ متوقف شد. در سال ۱۴۰۱ شرکت ایران خودرو از موتور XU7P برای خودرو پارس معمولی استفاده کرد و جایگزین موتور XU7JP/L3 شد. در نسخه سفارشی این خودرو از آپشن‌های رینگ آلومینیومی، ترمز دیسکی عقب و شیشه دودی عقب برخوردار می‌باشد.

### پارس LX
پارس LX نسخه ای از پژو پارس است که به موتور ۱٫۶ لیتری TU5 مجهر شده است. این مدل از پارس در سال ۱۳۹۰ به خط تولید ایران خودرو اضافه شد. مصرف سوخت آن در داخل شهر هر ۱۰۰ کیلومتر ۹ و در خارج شهر ۶ لیتر می‌باشد. در این مدل از رینگ‌های آلومینیومی استفاده شده و دارای ترمزهای دیسکی در هر ۴ چرخ به همراه ترمز ای‌بی‌اس و EBD است. استفاده از موتور TU5 باعث بهبود نسبی در مصرف سوخت این خودرو شده است. حداکثر سرعت این مدل از پارس طبق اعلام شرکت سازنده ۱۹۰ کیلومتر بر ساعت است. در اواخر سال ۱۳۹۷ ترمز دیسکی عقب و رینگ آلومینیومی از پژو پارس LX برداشته شد. در سال ۱۴۰۱، ایران خودرو نسخه سفارشی پارس LX را عرضه نمود که آپشن‌های ترمز دیسکی عقب و رینگ آلومینیومی وجود دارد و شیشه عقب هم از نوع دودی است.

### پارس اتوماتیک
نسخه ای از پژو پارس با موتور TU5 و گیربکس اتوماتیک AL4 که از سال ۱۳۸۸ به خط تولید ایران خودرو اضافه شد. این مدل تا سال ۱۳۹۲ روی خط تولید ماند و در نهایت در همان سال به دلیل خروج پژو از ایران و تحریم ها و در نتیجه عدم امکان تامین گیربکس تولید آن متوقف شد. این مدل مجددا در سال ۱۳۹۶ با تغییراتی در امکانات و به عنوان پژو پارس LX اتوماتیک به خط تولید ایران خودرو بازگشت. تولید این مدل نهایتا در سال ۱۴۰۰ به دلیل اتمام گیربکس AL4 در ایران خودرو و جایگزینی آن با گیربکس ۶ سرعته DAE در مدل های خانواده ۲۰۶ متوقف شد.

### پارس ELX
پروژه این مدل از پارس در اوایل دهه هشتاد و به منظور ساخت یک نسخه لوکس و قدرتمندتر از پارس کلید خورد. در فاز اول این پروژه در سال‌های ۱۳۸۲ و ۱۳۸۳ مدل های اولیه با موتور  ۱۶ سوپاپ تولید شدند که با وجود برخورداری از پیشرانهٔ پرقدرت‌تر ۱۶ سوپاپه و ترمزهای دیسکی در عقب، اما موارد دیگر نظیر ای‌بی‌اس،  سخنگو، رینگ آلومینیومی و طراحی متمایز در برخی قطعات ظاهری در این خودرو وجود نداشت. این خودرو در واقع فاز اول و کوتاه مدت پروژه تجهیز پژو پارس به موتور XU7 L4 بوده است. نکته جالب این که ایران خودرو در آن زمان برای عرضه پژو پارس با موتور ۲٫۰ لیتری EW10 در فازهای بعدی نیز برنامه داشت. مشخصات این مدل تا مدت‌ها در وبگاه انگلیسی ایران خودرو  به عنوان مدلی که جز در پیشرانه فرق دیگری با مدل معمولی پارس ندارد در ذیل مشخصات مدل معمولی پارس آمده بود.
در ادامه این پروژه و در سال ۱۳۸۳ مدل ELX رسما وارد بازار شد. در مقایسه با پارس، امکانات اضافی پارس ئی‌ال‌ایکس شامل صفحهٔ ادوات هوشمند با امکانات مختلف از جمله سنجش مصرف سوخت لحظه‌ای و کلی، تلمتیکس فارسی چند منظوره، دزدگیر، حسگرهای کمک به پارک، صندلی‌های برقی ورزشی ریکارو (معروف به خلبانی) به‌همراه گرم‌کن و سردکن، داشبورد طرح چوب، آفتاب گیر چراغ‌دار سرنشین، پیشرانهٔ پر قدرت‌تر ۱۶ سوپاپه، ترمزهای دیسکی در هر ۴ چرخ به‌همراه ای‌بی‌اس و ئی‌بی‌دی و بالاخره رینگ‌های آلومینیومی است. پارس ئی‌ال‌ایکس در ابتدای تولید با نام پارس اِگزک (به انگلیسی: Exec) که مختصر executive به معنی خودروی مدیران است به بازار عرضه شد، اما به سرعت به ئی‌ال‌ایکس تغییر نام یافت. حرف ئی (به انگلیسی: E) در ابتدای نام ئی‌ال‌ایکس کماکان اشاره به گروه خودروهای تجملی مدیران (به انگلیسی: executive sedans) دارد.
ترمز مجهز به ای‌بی‌اس و ئی‌بی‌دی (به انگلیسی: ABS/EBD) ئی‌ال‌ایکس از نوع دو مدارهٔ فرمان‌یار (به انگلیسی: servo-assisted dual-circuit) و هدایت شده توسط رایانه است که با شمارهٔ مدل ام‌کی۲۰-ئی (به انگلیسی: MK20-E) توسط تکلان توس تحت امتیاز و نظارت کنتیننتال تِوس (به آلمانی: Continental Teves AG) تولید می‌شود. گشتایش هر ۴ چرخ توسط حسگرهای الغایی-مغناطیسی دورشمار در مرکز چرخ‌ها به‌صورت قیاسی اندازه‌گیری شده و پس از رقمی‌شدن (به انگلیسی: digitize) در رایانهٔ ای‌بی‌اس/ئی‌بی‌دی بررسی می‌شوند. این سامانه به دیسک‌های پره‌دار هوا-خنک در جلو و دیسک‌های توپُر در عقب جفت شده است. کلیپرها توسط تکلان توس، لوکاس و گِرلینگ تولید می‌شوند.
چون ئی‌ال‌ایکس دارای تایرهایی هم اندازهٔ سیتروئن زانتیا است (‎185/65R15) که قطر آن ۶۲٫۱۲ سانتی‌متر (۲۴٫۴۶ اینچ) است، بالاتر می‌ایستد. قاب پشتی آینه بغل‌های ئی‌ال‌ایکس دارای قسمت رنگی در بالا هستند، در حالی که پارس معمولی و پارس ۱۶ سوپاپ پشت آینهٔ کاملاً رنگی دارند. ئی‌ال‌اکس آنتن رادیویی کوتاه‌تری دارد. چراغ سوم ترمز عقب ئی‌ال‌ایکس در بالای شیشه قرار گرفته و از نوع آرایهٔ ال‌ئی‌دی است، در حالی که در پارس معمولی و پارس ۱۶ سوپاپ این چراغ در پایین شیشه و از نوع لامپی است. چهار حسگر کمک به پارک (که به گونهٔ ناشیانه‌ای بزرگ و برجسته طراحی شده‌اند) روی سپر عقب مشخص هستند. دیسک‌های ترمز عقب ئی‌ال‌ایکس از لابلای پره‌های رینگ آلومینیومی آن خودنمایی می‌کنند. ردیف بالایی چراغ‌های عقب در ئی‌ال‌اکس‌های تیره رنگ با سایهٔ تیره و در ئی‌ال‌ایکس‌های با رنگ بدنهٔ روشن نیمه شفاف هستند، درحالی‌که این قسمت در پارس معمولی و پارس ۱۶ سوپاپ صورتی رنگ می‌باشد.
تولید این مدل به دلیل محدودیت های بین المللی در اوایل دهه ۹۰ با چالش مواجه شد و در سال ۱۳۹۲ متوقف شد.

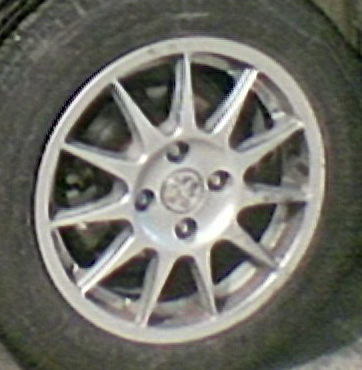
رینگ ۱۵ اینچی آلومینیومی اسپید لاین تورینی (۲۱۲۰) ئی‌ال‌ایکس
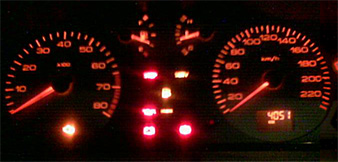
صفحهٔ ادوات ئی‌ال‌ایکس
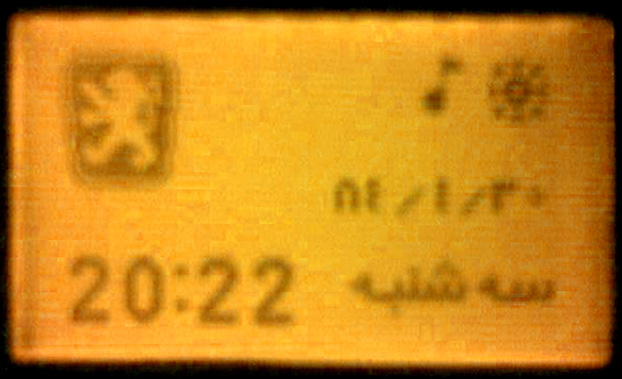
تلمتیکس فارسی ئی‌ال‌ایکس
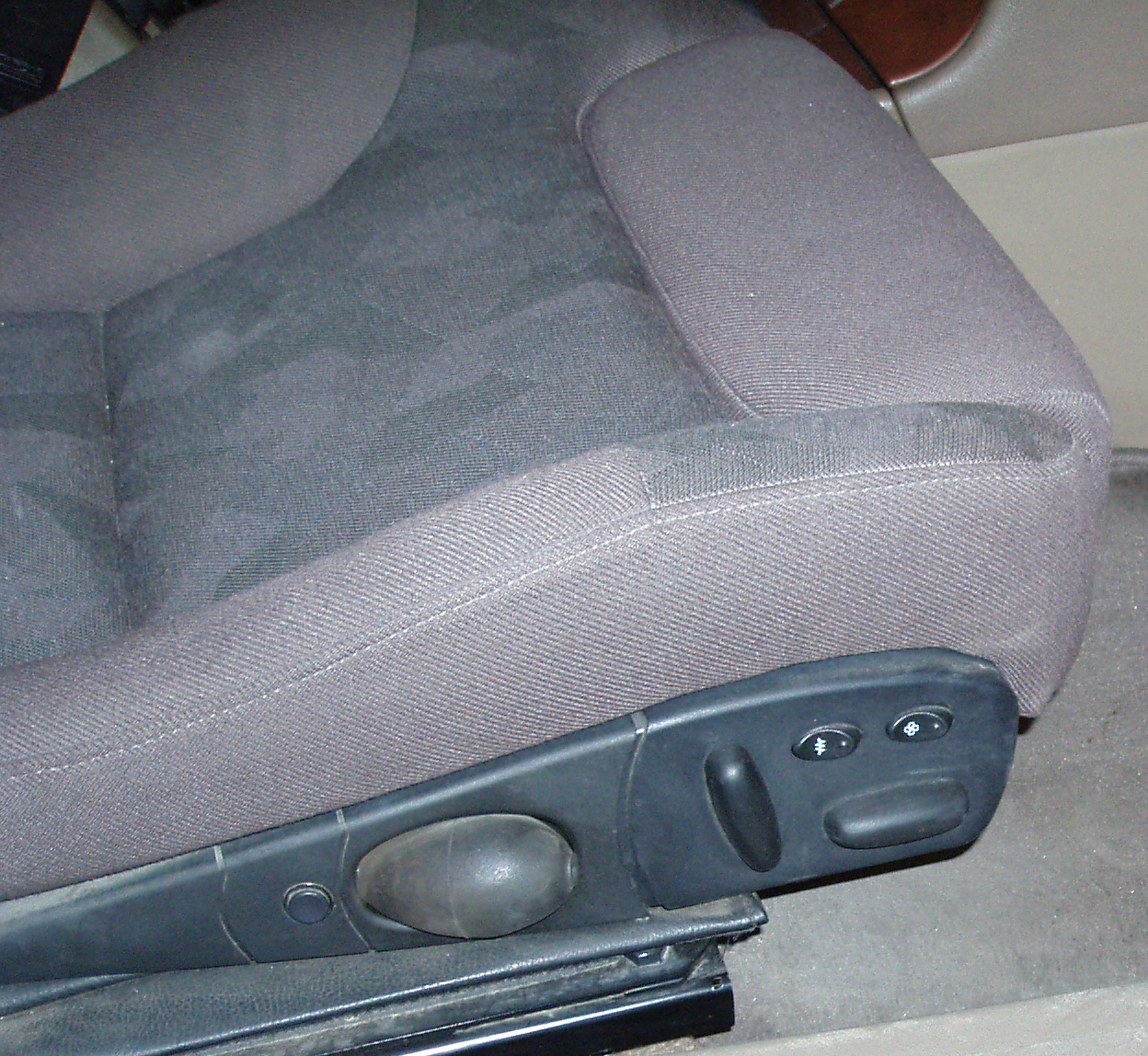
صندلی برقی ریکارو (خلبانی) ئی‌ال‌ایکس

### پارس ELX XUM
تولید این مدل در سال ۱۳۹۳ و پس از توقف تولید مدل ال۴ (معروف به موتور زانتیا) آغاز گردید. موتور این خودرو در واقع یک نمونهٔ ارتقا یافته از موتور XU7 بود که حجم آن به ۱۹۰۵ لیتر افزایش یافته بود و نسبت به ئی‌ال‌ایکس ال۴ شتاب پایین‌تری داشت و مصرف سوخت آن نیز بیش تر شده بود. درحالی که در تمامی فاکتورهای فوق نسبت به موتور ال۳ برتری داشت. با وجود حجم ۱۹۰۵ سی‌سی موتور، از این مدل در نزد ایران خودرو ئی‌ال‌ایکس ۲۰۰۰ نام برده می‌شد و در زیر چراغ راهنمای گلگیر سمت شاگرد نیز عبارت 2.0 درج شده است. داشبورد این مدل همان مدل مورد استفاده در مدل‌های سال و ال‌ایکس است. تولید XUM تا سال ۱۳۹۶ ادامه داشت.

### پارس ELX سفارشی
در سال ۱۴۰۱ ایران خودرو، تصمیم به تولید دوباره نسخه ELX کرد و این نسخه با دو موتور XU7P و TU5 به بازار عرضه شد و مدتی بعد عرضه مدل TU5 متوقف شد. تفاوت ظاهر این خودرو با پارس ساده و ال‌ایکس در گرافیک دودی چراغ‌های جلو، سیاهی ردیف بالای چراغ عقب و چراغ ترمز سوم این. تفاوت‌های این نسخه با نسخه ساده و ال‌ایکس در امکانات شامل:
1. رینگ آلومینیومی
2. ترمز دیسکی عقب
3. سنسور نور
4. سنسور باران
5. سنسور باد تایر TPMS
6. دوربین دید عقب و مانیتور
7. کروز کنترل (فقط در موتور TU5)

### پارس لیموزین (۴۰۵ لیموزین)
در سال ۱۳۷۶ (تقریباً ۲ سال قبل از تولد پژو پارس) تهران، پایتخت ایران، میزبان هشتمین دوره نشست سازمان همکاری اسلامی شد. شرکت ایران خودرو به عنوان بزرگ‌ترین خودروساز دولتی مأموریت یافت با همکاری شریک فرانسوی خود یک خودروی تشریفاتی درخور مقامات ایرانی و مهمان‌هایشان طراحی کند. این چنین بود که پژو ۴۰۵ لیموزین یا پژو لیموزین متولد شد. در طراحی و ساخت این خودرو، ۳۵ قطعه از قطعات نسخه سدان باید تغییر پیدا می‌کرد و ۸۴ قطعه نیز به‌طور کلی باید از نو ساخته می‌شد.
در طول مدت تولید پژو لیموزین، شرکت ایران خودرو قطعات ظاهری آن را با پژو پارس تعویض کرد و به این ترتیب، پژو پارس لیموزین متولد شد. پژو پارس لیموزین با توجه به ماهیت لوکس‌تر پژو پارس و طراحی مدرن‌تر، محبوبیت بیش‌تری نزد مقامات و افراد جامعه یافت. همچنین برخی از مالکان ۴۰۵ لیموزین نیز ظاهر خودروی خود را به پارس تغییر دادند.
در مجموع ۱۵۰ دستگاه پژو لیموزین به تولید رسید که ۱۲۰ دستگاه از آن در داخل و ۳۰ دستگاه به هند، افغانستان، چین، پاکستان، ترکیه، جمهوری آذربایجان و عراق تحویل داده شد تا توسط دولت‌های آن کشورها یا سفارت‌خانه‌های ایران مورد استفاده قرار گیرد. بعدها این خودروها سر از مزایده‌های کوچک و بزرگ درآوردند و امروزه تعداد اندکی از پژو پارس‌های لیموزین باقی مانده‌اند که بیش‌تر در مجالس و مراسم‌های خصوصی کاربرد دارند. لازم است ذکر شود که عمده مدل‌های پژو لیموزین همچون پژو ۴۰۵های دهه ۷۰ از پیشرانه ۱۹۰۵ سی‌سی کاربراتوری برخوردارند و برخی دیگر از موتور XU7 شانزده سوپاپ مشترک با پارس ELX بهره می‌برند. بعد از توقف تولید این خودرو، ایران خودرو تلاش کرد تا جای آن را با سمند سریر پُر کند.

## ایمنی
اگرچه مقامات ایرانی ادعا کرده‌اند پژو پارس دو ستارهٔ ایمنی دارد، اما با توجه به اینکه این خودرو تاکنون در هیچ‌یک از موسسه‌های بین‌المللی مرتبط با ایمنی خودروها آزمایش نشده، تخمین‌ها از دریافت یک ستاره از پنج ستاره است. یکی از مهم‌ترین نقص‌ها در پژو پارس که می‌تواند جان سرنشینان این خودرو را تهدید کند این است که در هنگام تصادف، میل فرمان و پدال‌ها به درون اتاق وارد می‌شوند. همچنین بخش‌های بالایی بدنه نیز استحکام کافی ندارند، به‌خاطر همین ممکن است در هنگام واژگونی به سرنشینان آسیب برسد.
در دفترچهٔ راهنمای این خودرو (بخش ایمنی) داده‌های غیرتخصصی همچون دارا بودن کیسه هوا ذکر شده است و مشتری امکان دریافت اطلاعاتی از ایمنی واقعی خودرو را ندارد.
پژو پارس دارای دو کیسهٔ هوا برای سرنشینان جلو است و به سامانهٔ ترمز ضدّقفل (ABS) و توزیع الکترونیکی نیروی ترمز (EBD) مجهز است. با وجود این، پژو پارس کماکان خودرویی ناایمن است.

## توقف تولید
بر اساس گفتهٔ رئیس سازمان ملی استاندارد ایران، تولید پارس تا اسفند ۱۴۰۲ ادامه خواهد داشت و پس از آن به علت پاس نکردن استانداردهای ۸۵ گانه خط تولید را ترک خواهد کرد. با این حال بعداً اعلام شد که تولید این خودرو تا خرداد ۱۴۰۳ تمدید شده است. ایران خودرو سورن پلاس را به‌عنوان جایگزین پژو پارس تعیین کرده است.
پس از خواست همگانی ایرانیان برای حذف این خودرو از جاده‌ها، در یک فایل صوتی فاش‌شده، مدیرعامل ایران خودرو، شرکت سازنده، اعلام کرد: «اگر پارس تا امروز آدم کشته بگذارید ۶ ماه دیگه هم بکشد». این، پس از ایرادگیری سازمان ملی استاندارد ایران به این خودرو رخ داد.
بر پایه گزارش ایسنا، اگرچه قرار بود در سال ۱۴۰۲ تولید این خودرو به دلیل ایمنی و قدیمی بودن پلتفرم پایان یابد، اما با رایزنی‌ها و مذاکره ایران خودرو با نهادهای نظارتی و استاندارد، قرار شد تولید آن ادامه یابد. در بخشی از توضیحات، اعلام شد به دلیل پیشگیری از ضرر قطعه‌سازان داخلی و ضرر به صنعت کشور چنین تصمیمی گرفته شده است. قطعه‌سازان خراسان، از ضرر حدود ۴۰ درصدی خود در صورت توقف تولید پارس خبر دادند. تولید پژو پارس در تابستان ۱۴۰۳ متوقف شد. معاون وزیر اقتصاد در تاریخ ۱ مرداد ۱۴۰۳ از توقف تولید پژو پارس خبر داد.